# Лапинка
Ла́пинка — река в России, протекает в Котласском районе Архангельской области и Великоустюгском районе Вологодской области. Устье реки находится в 717 км по левому берегу реки Северная Двина в черте города Красавино. Длина реки составляет 22 км.
Лапинка берёт начало в лесах в 10 км к северо-западу от Красавино. Первые километры течёт по Архангельской области, затем входит на территорию Вологодской. Течёт на восток, крупных притоков нет. Верхнее и среднее течение реки проходит по глухому ненаселённому лесному массиву, нижнее — по территории города Красавино, где на реке построена плотина и организована запруда. Через Лапинку имеется автомобильный мост, входящий в состав федеральной автодороги А123.

## Данные водного реестра
По данным государственного водного реестра России относится к Двинско-Печорскому бассейновому округу, водохозяйственный участок реки — (Малая) Северная Двина от начала реки до впадения реки Вычегда, без рек Юг и Сухона (от истока до Кубенского гидроузла), речной подбассейн реки — Малая Северная Двина. Речной бассейн реки — Северная Двина.
Код объекта в государственном водном реестре — 03020100312103000013538.